# カリブ諸国連合

Association of Caribbean States

カリブ諸国連合（カリブしょこくれんごう、英: Association of Caribbean States）は、カリブ海の国を中心に設立された機関。事務局は、トリニダード・トバゴのポートオブスペインにある。オブザーバーとしてアフリカ、アジア、ヨーロッパの国々も参加している。

## 関連する組織
- カリブ共同体
- 東カリブ諸国機構
- ラテンアメリカ・カリブ諸国共同体